# Hotinja vas
Hotinja vas este o localitate din comuna Hoče - Slivnica, Slovenia, cu o populație de 1.295 de locuitori.